# 偏差値32の田村淳が100日で青学一直線〜学歴リベンジ〜
『偏差値32の田村淳が100日で青学一直線～学歴リベンジ～』（へんさちさんじゅうにのたむらあつしがひゃくにちであおがくいっちょくせん がくれきリベンジ）は、インターネットテレビ局AbemaTVのAbemaSPECIALチャンネルで2017年10月14日から2018年3月10日まで配信されたドキュメントバラエティ番組。全20回。略称は「♯アツガク」。工業高校卒業の田村淳が2017年10月から必死に勉強して青山学院大を受験する模様を追った番組である。

## 概要
2017年9月23日の19時30分から配信されたAbemaTVの特別番組「緊急重大発表生配信」に出演（5メディア同時中継）。学歴コンプレックス克服を目指し、「いつからでも勉強ができることを証明したい！」と青山学院大学受験を発表。青学受験までの100日間をAbemaTVで密着するドキュメンタリー番組
。数ある大学の中からなぜ青山学院大学を選んだかという理由については、不合格後に田村が「法学部の住吉雅美教授のゼミで学びたかった」「キャンパスがテレビ局に近いので授業後すぐに仕事場に移動でき、卒業までの計画が立てやすかった」という2点を明らかにしている。
ドキュメンタリーという形式上、原則録画配信であるがスペシャル回に関しては生配信。
第8回は【田村淳 負けたら即赤髪SP】と題し、AmebaTV「ピーちゃんねる」とコラボレーションした。
不得意な分野にも挑戦する様は新たなビジネスパーソンモデルと称された。
なお、偏差値32は下から3.59%にあたり、40人のクラスだと下から2番目。benesse によると偏差値32以下の大学は日本にはないが、事実上は入ることができる。

## 出演者

### 受験者
- 田村淳(ロンドンブーツ1号2号)
- シゲさん（重藤尚志）[7][注 2]

### ゲストMC
- 西澤由夏（AbemaTVアナウンサー）
- フルーツポンチ村上（青学大出身）

### 講師
- 長谷川孔明（東進ゼミナール、日本史）
- 青木哲也（東進ゼミナール、英語）
- 津田翔也（東進ゼミナール、英国社）
- 木村好珠（特別講師、タレント・女医）[8]

### ゲスト
- 藤田晋（17）
- 田村亮(ロンドンブーツ1号2号)（17）
- ビリギャル・小林さやか（3）
- 武井壮（3）
- 村西とおる（3）
- 須藤凜々花、（8、12）
- 澁谷果歩（8、12、17）
- 岩岡徹（Da-iCE）（8）
- 藤森慎吾（オリエンタルラジオ）（8）
- 横山雅彦（13）
- ナツメ先生（メガスタディ）（14）
- 和田秀樹（15）
- 庄司智春(品川庄司)（16、17）
- 遠藤章造(ココリコ)（16、17）
- 山本圭壱(極楽とんぼ)（16、17）
- ワッキー(ペナルティ)（17）